# Willie McFaul
William Stewart "Willie" McFaul (født 1. oktober 1943 i Coleraine, Nordirland) er en nordirsk tidligere fodboldspiller (målmand) og -træner. Han spillede i en lang årrække for Newcastle United i England, som han også var træner for efter sit karrierestop.
For det nordirske landshold spillede McFaul seks kampe. Han debuterede for holdet i en EM-kvalifikationskamp på hjemmebane mod de nykårede verdensmestre fra England 22. oktober 1966.